# متفرعة وبرية
المتفرعة الوبرية (الاسم العلمي:Dasycladus) هي جنس من الطحالب الخضراء تتبع فصيلة المتفرعات الوبرية من رتبة المتفرعيات الوبرية.